# Geyiktepe, Yenişehir
Geyiktepe là một xã thuộc quận Yenişehir, tỉnh Diyarbakır, Thổ Nhĩ Kỳ. Dân số thời điểm năm 2008 là 113 người.